# Les Dicodeurs
Cet article possède un paronyme, voir Les Décodeurs.
Les Dicodeurs est un jeu radiophonique quotidien et humoristique suisse diffusé par la Radio télévision suisse sur RTS Première.

## Principe du jeu
L'émission est produite depuis août 1995.
Produite par Sébastien Corthésy (qui succède à Gérard Mermet en août 2024) et Jean-Luc Sudan, et présentée par Laurence Bisang jusqu'à juin 2023, puis par Marie Riley, ou à défaut par Fantin Moreno ou Thierry Romanens, l'émission est diffusée entre 11h30 et 12h30 du lundi au vendredi. Ces cinq émissions sont enregistrées en public dans un lieu public (souvent un restaurant), les cinq en une fois, généralement le lundi précédent la semaine de diffusion. 
Le jeu fonctionne avec un invité par semaine, généralement une personnalité de la région, et quatre humoristes, les « dicodeurs » (mot-valise formé de « dico » et de « déconneur », selon Daniel Rausis). L'invité doit amasser des points en répondant juste à divers types de jeux proposés par les dicodeurs.
Il y a cinq jeux par jour, dont un jeu chanté et un défi de l'invité.

## Les jeux actuels

### Le jeu "Quésaco"
Le jeu le plus courant est celui où la présentatrice pose une question (telle que : « que veut dire tel mot », « quelle est la particularité de telle chose », ou « qu'a dit telle personne sur tel sujet »), question à laquelle les dicodeurs vont donner chacun une réponse différente, l'invité devant alors trouver la bonne pour remporter un point. La présentatrice nomme ce jeu de différentes manières, mais la plus courante étant le jeu "Quésaco".
Ce jeu se décline sous plusieurs formes : jeu court (les réponses des dicodeurs sont courtes) et jeu long. Il se peut aussi que seules deux réponses soient proposées, sous forme de sketch, avec plusieurs dicodeurs. 
Très occasionnellement, le jeu des auditeurs est une version interactive de ce jeu, où les fausses réponses sont proposées par des auditeurs, par écrit via le site Internet de la RTS ; les dicodeurs donnent le nom de l'auditeur et lisent la définition que celui-ci a envoyée. L'un des quatre dicodeurs donne un nom d'auditeur "fictif" et c'est lui qui donne la vraie définition.

### Le jeu chanté
Le même principe existe également avec les couplets d'une chanson: Les quatre dicodeurs reprennent une chanson en chantant chacun un couplet ; un seul est vrai, les trois autres sont faux, l'invité doit trouver le bon. Il se peut aussi qu'un seul dicodeur interprète la chanson, cela une fois par semaine. Dans ce cas le dicodeur peut choisir le nombre total de couplets parmi lesquels l'invité devra trouver le vrai.

### L'exercice de style
Un autre jeu consiste pour chaque dicodeur à donner une variante dans un style différent d'une petite histoire banale (toujours la même), sur le modèle des Exercices de style de Raymond Queneau. Après quoi la présentatrice pose une question à l'invité (quelle histoire était la plus longue, quel dicodeur a prononcé tel mot, etc.).
En décembre 2014, le site de la RTS, qui propose l'intégralité des exercices de style des Dicodeurs en podcast, en dénombrait 1095 versions différentes.

### Le défi de l'invité
Dans le défi de l'invité, comme son nom l'indique, l'invité tente de coller les dicodeurs pour avoir un point.

## Les anciens jeux

### Bouts-Rimés
Les dicodeurs lisent chacun quatre extraits de poème différents, composés de quatre phrases finissant par les mêmes rimes. Parmi ces quatre extraits, un seul provient d'un poème célèbre, les trois autres étant inventés de toutes pièces par les dicodeurs. L'invité doit trouver lequel est le "vrai" poème.

### Pour ou Contre
La présentatrice donne un thème quelconque (tel que la musique, les doigts de pied, ou les nombres impairs par exemple), et l'invité marque discrètement sur une feuille s'il est pour ou contre (ou s'il pense que le public sera pour ou contre). Ensuite, deux dicodeurs plaident chacun pendant une minute, l'un contre et l'autre pour le thème donné, après quoi l'avis du public est évalué à l'applaudimètre, le point revenant à l'invité s'il était du même avis que le public.

## La présentation de l'invité
Les invités des Dicodeurs le sont généralement dans le cadre d'un évènement particulier (festival, concert, portes ouvertes, commentaire d'actualité, etc.), c'est donc l'occasion de présenter à la fois l'invité et la région où est enregistrée l'émission. Le lundi, c'est l'animatrice Laurence Bisang qui fait une courte présentation de l'invité, et chaque autre jour de la semaine c'est un dicodeur qui fait une présentation de son choix. Cela peut donner lieu à une chanson, à un texte comportant de nombreux jeux de mots, à un sketch, ou à un questionnaire. Certaines interventions sont devenues caractéristiques, comme : 
- le Questionnaire à choix multiples de Thierry Romanens
- le Quiz de Sigmund Fred par Frédéric Gérard : celui-ci pose une série questions étranges dont la réponse est un mot situé dans le domaine de prédilection de l'invité du jour. L'invité qui doit « malheureusement subir le quiz de Sigmund Fred » n'a comme seul indice que « la réponse est toujours un jeu de mots débile », c'est-à-dire qu'il doit détourner la question par un calembour pour pouvoir trouver la réponse. Selon le nombre de points, l'auteur peut avoir une récompense (faire la bise à l'animatrice, serrer la main de l'humoriste...) ou un gage (rouler un patin à l'humoriste).
- les Amusants petits quiz de Marc Boivin : des questionnaires « vrai/faux » pas sérieux du tout, mais qui peuvent en dire plus sur l'invité, à la manière dont celui-ci réagit face aux affirmations de Marc Boivin. Les questions sont une série de phrases humoristiques écrites par Marc Boivin sur un thème particulier (toujours lié à l'invité et au contexte de l'émission), et dont la réponse (vrai/faux) est totalement aléatoire, ce qui importe peu puisque les points ne sont pas comptabilisés. Lorsqu'il donne sa définition dans les jeux « Quésaco », Marc Boivin propose également des amusants petits quiz de temps à autre, mais ceux-ci n'influencent pas le résultat du jeu.

## Dicodeurs

### L'équipe
L'équipe se compose des membres suivants, donc certains font partie de l'équipe d'origine :
- Marie Riley, animatrice
- Didier Gendraud
- Frédéric Gérard
- Kaya Güner
- Daniel Rausis
- Thierry Romanens
- Marc Donnet-Monay
- Pascal Vincent

### Animateur remplaçant
- Fantin Moreno

### Ancienne animatrice
- Laurence Bisang

### Les autres Dicodeurs, Dicodeuses
Certains humoristes de cette liste participent régulièrement à l'émission des Dicodeurs, bien qu'ils ne fassent pas partie de l'équipe d'origine. D'autres n'ont fait que des apparitions très occasionnelles.
- Armelle
- Blaise Bersinger
- Sibylle Blanc
- Marc Boivin
- Christophe Bugnon
- Sabine Caron
- Laura Chaignat
- Philippe Cohen
- Eric Constantin
- Bruno Coppens
- Nicolas Haut
- Arek Gurunian
- Carlos Henriquez
- Iris Jimenez
- Vincent Kohler
- Sébastien Mella
- Alain Monney
- Coline de Senarclens
- Noël Tortajada (Noël-Noël)
- Viviane Pavillon
- Nathanaël Rochat
- Brigitte Rosset
- Lucas Thorens
- Victoria Turian
- Priscilla Formaz

## Musiciens, musiciennes
- Sandrine Viglino
- Olivier Magarotto